# 湖泊美丽猛水蚤
湖泊美丽猛水蚤（学名：Nitocra lacustris）为阿玛猛水蚤科美丽猛水蚤属的动物。分布于印度、俄罗斯、英国、爱琴群岛、法国、德国、罗马尼亚、匈牙利、意大利、埃及、阿尔及利亚、摩洛哥、百慕大、黑西哥以及中国大陆的广东、福建、江苏等地，一般生活于沿海的淡水区内。
其种加词“lacustris”意为“湖沼的”。